# Carey Lowell
Carey Lowell, född 11 februari 1961 i Huntington, New York, är en amerikansk skådespelare och tidigare fotomodell. Lowell är mest känd som CIA-agenten Pam Bouvier i James Bond-filmen Tid för hämnd från 1989 och som assistentåklagare Jamie Ross i TV-serien I lagens namn under två säsonger på 1990-talet.
Hon var tidigare gift mellan 1989 och 1995 med skådespelaren och regissören Griffin Dunne med vilken hon har en dotter född år 1990. Mellan 2002 och 2016 var hon gift med skådespelaren Richard Gere med vilken hon har en son född år 2000.

## Filmografi (urval)
- 1989 – Tid för hämnd
- 1993 – Sömnlös i Seattle
- 1995 – Farväl Las Vegas
- 1996–2022 – I lagens namn (TV-serie)
- 1997 – Otäcka odjur
- 1997 – Uppdrag: mord (TV-serie) (1 crossoveravsnitt med I lagens namn)
- 2005 – Law & Order: Trial by Jury (TV-serie) (2 avsnitt)
- 2018 – 007 Legends (röst i dataspel)
- 2018 – Blue Bloods (TV-serie) (1 avsnitt)
- 2018 – Bull (TV-serie) (1 avsnitt)